# N'Tung Krau Nglau Lăch
N’tung Krau Nglau Lăch (Đánh trộm cá Hồ Nglau Lăch) là bộ sử thi của dân tộc M’Nông. Sử thi có tổng số 5.025 câu thơ, kể lại hành trình của anh em chàng Tiăng và buôn làng đi đánh cá hồ Nglau Lăch (một hồ rộng lớn nhất Tây Nguyên trong trí tưởng tượng của người xưa). Cho đến năm 2013, sử thi được dịch hoàn chỉnh.

## Lịch sử
Năm 2005, sử thi N'Tung Krau Nglau Lăch được nghệ nhân Điểu Klung (ở Buôn Đôn, Đắk Lắk) hát kể nhưng không đầy đủ và được nghệ nhân Điểu Kâu (sống ở buôn M'răng, xã Dak N'drung, huyện Dak Song, tỉnh Đắk Nông) dịch chỉ có 2700 câu. Đến năm 2012, nghệ nhân Điểu Klưk (Đắk Nông) tiếp tục hát kể sử thi đầy đủ hơn với độ dài 5025 câu.
Ngày 11 tháng 1 năm 2013, con gái ông Điểu Kâu là Thị Mai (ngụ tại ở buôn Bu Prâng, xã Đắk N’Drung, huyện Đắk Song, tỉnh Đắk Nông) dịch tiếp nối hoàn chỉnh.

## Nội dung
Nguồn:
Chàng Tiăng sinh ra từ quả trứng bằng đá, khi mà bà trời, bà đất mới có hai ngón tay (nghĩa là mới hình thành). Tiăng đã dùng tài năng và sức lực của mình để sáng tạo ra mọi vật trên trái đất. Sau đó, Tiăng tiếp tục đầu thai nhiều lần (7 lần chết đi, 7 lần sống lại) để trở lại thành người. Chàng giúp loài người có các loại giống bắp, lúa, đậu… các loài súc vật để mọi người sản xuất xây dựng buôn làng giàu mạnh: Lúa đầy kho, trâu bò, heo gà đầy bãi, cuộc sống sung túc:
“Bữa sáng Tiăng, Yang ăn cá
Bữa trưa Tiăng, Yang ăn thịt
Khách đến nhà họ giết lợn mẹ
Khách Preh đến họ giết lợn nái
Khách Rđe đến họ giết lợn đực
Họ giết thịt không sót một mùa
Họ giết thịt không sót một năm
Họ dựng cây nêu không sót một tháng”

Nhưng rồi một ngày kia, mọi thức ăn, đồ uống đã hết, chàng Tiăng cùng mọi người trong cộng đồng rủ nhau đi đánh cá. Họ bàn đi tính lại, cuối cùng chọn hồ Nglau Lăch (một hồ nước sâu rộng ở phía Đông Bắc, có nhiều cá) để đi đánh cá. Trước khi lên đường, họ chuẩn bị đầy đủ dụng cụ đánh bắt, các loại lưới, các loại lá thuốc và các lao phóng để bắt cá; đồng thời chuẩn bị các túi, rổ, bao để đựng cá và thông báo cho mọi người trong buôn, cùng các buôn láng giềng biết để cùng đi đánh cá. Họ dặn người già, trẻ con ở nhà trông coi nương rẫy, buôn làng để mọi người yên tâm đi đánh cá. Họ ăn mặc, trang điểm như đi lễ hội:
“Họ bới núm tóc quấn thêm vải đỏ
Họ bới núm tóc quấn thêm khăn trắng
Lưng quấn khố đeo con dao gươm
Xung quanh đầu quấn vòng Ntêng
Trước ngực họ đeo chiếc Kho vang
Họ choàng thêm một lớp áo bạc
Họ đeo tai đôi bòng bằng ngà voi
Họ trang điểm trông rất oai hùng…”

Sau đó, họ ngồi trên lưng voi, đi đến mời các vị thần đất, thần nước, thần lúa, thần cây … cùng đi.
Họ vừa đi vừa trò chuyện vui vẻ, tiếng lục lạc trên cổ áo, tiếng vòng đồng bạc nơi cổ tay, cổ chân chạm vào nhau ngân vang như tiếng nhạc cồng chiêng làm náo động cả núi rừng.
Đi đến đâu, họ cũng mời các buôn làng bạn như người Êđê, J’rai, Xê Đăng, Ba Na,… cùng đi đánh cá hồ Nglau Lăch.
Sau nhiều ngày đường, vượt qua nhiều rừng rậm, núi cao, thác dữ, đoàn người đi đánh cá do chàng Tiăng dẫn đầu đã đến được hồ Nglau Lăch:
“Hồ Nglau Lăch sâu bảy ngọn tre
Hồ Nglau Lăch sâu bảy cây rớ
Đàn cá tung tăng đớp những hoa Proh
Đàn cá tung tăng đớp những hoa trang
Từng đàn cá Ngleh kéo đi
Từng đàn cá Gun kéo đi”…

Đó là một hồ nước đẹp, có nhiều loại cá, tôm, lươn, ba ba, ếch… to nhỏ đủ màu sắc, bơi lội kín cả mặt hồ, trông thật thích mắt.
Đoàn người dừng lại bên hồ nhóm lửa, đưa rượu heo ra cúng thần và ăn uống no say, rồi phân công nhau mỗi người mỗi việc đi đánh từng loại cá, từng loại thủy sản khác nhau. Khi xuống hồ đánh cá họ phát hiện ra những con vật kỳ lạ, như lươn, ba ba, cá sấu, ếch khổng lồ:
“Con lươn thần to đến sáu hắt vòng tay
Con ba ba thần to đến sáu hắt vòng cổ"…

Trước những con vật khổng lồ như vậy, các chàng Lêng, Yang, Yơng và những trai làng càng tỏ ra dũng cảm, ngoan cường, táo bạo, họ lao mình xuống nước để quyết bắt cho được những con vật quý này:
Nhờ tài trí thông minh và lòng dũng cảm các chàng trai đã bắt được con lươn khổng lồ hung dữ:
“Con lươn thần to bằng cái nhà
Con lươn to sáu người ôm không giáp
Năm chục người ngồi lên trên cổ không đầy
Lêng cầm đầu dây nhảy lên bờ hồ
Cột con lươn xong, họ kéo nhau về”…

Sau một ngày đánh cá vui nhộn và vất vả, các chàng trai, cô gái lại quần tụ bên bờ hồ cùng nhau ăn cơm, cùng nhau thưởng thức những thức ăn đánh được từ hồ Nglau Lăch và bàn chuyện để ngày mai tiếp tục đánh cá. Ngày hôm sau anh em Tiăng cùng mọi người tổ chức lễ vật: Heo thiến béo quay, rượu hàng chục ché để cúng các vị thần, xin được đánh bắt những con vật quý hơn:
“Mời các thần rừng ba chân, ba tay
Mời các thần rừng ba tay, sáu chân
Mời các thần rừng chín tay, mười chân…
Chúng tôi xin bắt ba ba của thần
Chúng tôi xin bắt cá sấu của thần
Chúng tôi mời tất cả các thần rừng
Chúng tôi mời tất cả các thần cây to”…

Cuộc vui của họ kéo dài suốt mấy ngày đêm. Niềm vui sướng của họ hòa với tiếng cồng chiêng bay xa khắp núi rừng, sông, suối, vọng lên trời cao, như thách thức với thiên nhiên, vũ trụ.
Tiếng chiêng đã làm thức giấc Kong Kon Băn, người chú của chàng Tiăng đang ở một buôn gần đó đang coi giữ hồ Nglau Lăch. Kong Kon Băn đến hồ Nglau Lăch khi mọi người đang vui, đang nhảy múa, ca hát và uống rượu. Thấy Kong Kon Băn đến, chàng Tiăng phải thưa:
“Xin lỗi cậu Kong, cháu xin trình bày
Bây giờ cháu nói thật không giấu giếm
Chúng cháu ăn rau, ăn măng đã chán
Còn ít cơm định mời nhiều người ăn
Nên chúng cháu bắt trộm cá hồ Nglau Lăch
Nên chúng cháu bắt lươn thần hồ Nglau Lăch
Chúng cháu đã lỡ trộm cá hồ Nglau Lăch
Xin cậu Kong hãy rộng lượng thông cảm
Xin cậu Kong hãy rộng lòng tha tội”…

Thế rồi cuộc đấu trí diễn ra giữa anh em Tiăng với Kong Kon Băn ngay tại bên hồ. Cuộc đấu trí diễn ra suốt ngày đêm, cuối cùng chàng Tiăng bị hình phạt là trở về làm nô lệ cho buôn làng của Kong Kon Băn để trông coi sông, suối và vùng đất cho họ. Trước khi thực hiện điều đó, Tiăng đề nghị với Kong Kon Băn hãy cùng đi theo mình trở về từ giã mẹ cha, buôn làng, và đã được Kong Kon Băn chấp nhận. Tại nhà Tiăng, cuộc đấu trí diễn ra vô cùng quyết liệt giữa Kong Kon Băn và gia đình Tiăng. Nhằm bảo vệ Tiăng gia đình của chàng đã mang những vật quý như chiêng thần, ché thần và voi quý, trâu bò hàng đàn… để đổi lấy Tiăng và được các vị thần đứng ra can thiệp. Nhưng tất cả đều chịu thua lý của Kong Kon Băn. Cuối cùng nhờ người em của Tiăng tên là Lêng Kon Rung, với sự giúp đỡ của thần Lết Kon Jri đã bày ra mưu mẹo cho Tiăng và Kong Kon Băn gọi mẹ Trời, mẹ Đất, mẹ Đá để hỏi về việc Tiăng có phải là cháu ruột của Kong Kon Băn không? Họ được mẹ Trời, mẹ Đất, mẹ Đá trả lời là Tiăng sinh rất sớm, Tiăng chỉ sinh sau trời và đất chứ không phải là cháu của Kong Kon Băn. Thế là Kong Kon Băn thất lý, đành phải lủi thủi quay về buôn làng mình. Còn gia đình và buôn làng của chàng Tiăng thì tổ chức lễ hội tạ ơn các vị thần, uống rượu, ăn uống vui say mừng sự thắng lợi và đoàn tụ của gia đình và của cộng đồng.
“Họ cúng vái mời các vị thần đến uống rượu
Tiăng Kon Rong uống trước nước ống cạn
Lêng Kon Rung uống theo nước đầy vừa
Yang Kon Rung và mọi người uống tiếp”